# Худзік Павло Олександрович
Павло́ Олекса́ндрович Ху́дзік (нар. 29 квітня 1985, Теофіполь, Хмельницька область — пом. 8 березня 2015, Золотоноша, Черкаська область) — український футболіст, що грав на позиції нападника у низці українських клубів.

## Біографія
Вихованець хмельницького футболу, перші тренери — Ігор Шишкін та Анатолій Черняк. Першим професіональним клубом Худзіка був «Красилів» (у сезоні 2002/03 — «Красилів-Оболонь»), який виступав у першій лізі. Після того, як клуб припинив існування у 2004 році, футболіст перейшов до бурштинського «Енергетика», в якому провів два роки.

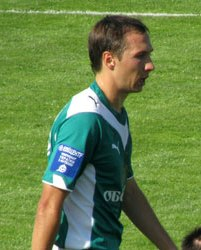
Павло Худзік під час виступів за «Оболонь». 26 вересня 2010 року

На початку 2007 року перейшов в першоліговий ФК «Львів», але другу половину 2007 року ровів на правах оренди за друголігову «Княжу» з Щасливого.
Повернувшись на початку 2008 року до «Львова», Худзік допоміг городянам вперше в історії вийти в елітний дивізіон. У Прем'єр-лізі Павло дебютував разом з клубом 20 липня 2008 року, вийшовши на заміну на 70-й хвилині матчу проти «Шахтаря» (2:0) замість Дмитра Гордієнка. Перший гол у Прем'єр-лізі забив 24 серпня 2008 року у ворота запорізького «Металурга» (1:2). Загалом у Прем'єр-лізі за «Львів» провів 28 матчів, забив 4 голи.
За підсумками сезону львівська команда вилетіла з Прем'єр-ліги, але сезон 2010/11 Худзік розпочав знову в елітному дивізіоні української першості, цього разу у складі «Оболоні».
Влітку 2011 року перейшов до луганської «Зорі». Проте основним гравцем стати так і не зумів, виходячи здебільшого на заміни.

## Аварія
6 березня 2015 року Худзік після гри з молодіжною командою маріупольського «Іллічівця» (1:0) їхав до Києва додому. На трасі Київ — Черкаси в 140 кілометрах від столиці автомобіль Павла Худзіка Volkswagen Polo зіткнувся з автомобілем Nissan X-trail. За словами очевидців, винуватець аварії — водій автомобіля Nissan, який виїхав на смугу зустрічного руху і врізався в автомобіль футболіста. В японському автомобілі знаходилися п'ять осіб, причому водій Nissan загинув на місці, а один з пасажирів отримав травми. Павло Худзік з черепно-мозковою травмою був доставлений в лікарню міста Золотоноша.
8 березня 2015 року Павло Худзік помер, так і не вийшовши з коми.